# Революция 1905 года в Верхнеудинске
Хронология событий революции 1905 года в городе Верхнеудинске. Все даты приводятся по новому стилю.

## Февраль 1905 года
4 февраля в Верхнеудинске начал работать Восточный институт, переведённый из Владивостока в связи с русско-японской войной.
15 февраля студенты Восточного института составили резолюцию с критикой на профессуру, о её просчётах в научном и учебном процессах.
29 февраля состоялось совещание членов профессорской корпорации Восточного института. Совещание постановило: 1) признать резолюцию студентов оскорбительной для всей профессорской корпорации, 2) прекратить чтение лекций студентам, 3) если высказанные взгляды разделяются всеми студентами или большинством их, то корпорация профессоров и преподавателей института подаёт в отставку, 4) возвращение к своим обязанностям настоящего состава профессоров возможно лишь под условием выхода из института всех студентов, оскорбивших его принятием упомянутой резолюции.
Студенты отказались подписать лист с постановлением совещания профессуры.

## Март 1905 года
6 марта студентам Восточного института зачитана телеграмма исполняющего должность Приамурского генерал-губернатора генерала М. С. Андреева о прекращении занятий в Восточном институте.

## Апрель 1905 года
8 апреля состоялось собрание рабочих депо при станции Верхнеудинск, на котором были выдвинуты экономические требования.

## Май 1905 года
1 мая приказом главного начальника тыла армии, генерала Надарова, в Забайкальской области введено военное положение.

## Октябрь 1905 года
28 октября началась забастовка железнодорожных служащих и рабочих при станции Верхнеудинск, распространившаяся на линию Забайкальской железной дороги. К забастовке присоединились рабочие на постройке воинских бараков в посёлке Нижняя Берёзовка.

## Ноябрь 1905 года
1 ноября отряд солдат под командованием начальника жандармского отделения Клейфа разгоняет разрешённое собрание железнодорожных служащих в здании железнодорожного училища.
4 ноября в Верхнеудинск пришли сведения о Манифесте 17 октября 1905 года. В центре города собрались жители, служащие, железнодорожные рабочие. На Почтамтской улице начался стихийный митинг. Толпа двинулась по Большой улице; у полицейского управления были произнесены речи двух ораторов из среды манифестантов. Было дано слово верхнеудинскому уездному начальнику Хамскому. Демонстрация продолжила движение по Большой улице, где останавливалась у здания Общественного собрания. Через арку «Царские ворота» манифестанты поднялись на Нагорную площадь, где у солдатских казарм произносились речи. Полиция отсутствовала.
5 ноября в помещении народных училищ состоялось «народное чтение», на котором был прочитан Манифест 17 октября и давались разъяснения.
7 ноября приказом главнокомандующего Маньчжурских армий было объявлено, что Забайкальская железная дорога во всех отношениях подчиняется главному начальнику тыла армии, генералу Надарову, а военная охрана всей Забайкальской дороги, до Иркутска включительно, возложена на командира 13-го армейского корпуса генерала П. А. Плеве.
Во второй половине октября рабочие депо и мастерских Забайкальской железной дороги установили восьмичасовой рабочий день. Администрация не протестовала, но сократила заработную плату.
12 ноября в Общественном собрании состоялся политический митинг. Председателем был избран ссыльный народоволец Л. Ф. Мирский. Первым выступил инспектор народных училищ И. К. Окунцов. Им был прочитан доклад «Основы гражданской свободы». Участники митинга прошли по Большой улице с красными знамёнами. Полиция отсутствовала.
В середине ноября по Забайкальской железной дороге возникли «смешанные стачечные комитеты».
28 ноября в Верхнеудинске началась почтово-телеграфная забастовка. В городах Челябинск, Омск, Томск, Иркутск и Чита забастовка началась 15 ноября.

## Декабрь 1905 года
5 декабря на станции Верхнеудинск состоялось общее собрание агентов службы движения Забайкальской железной дороги. Собрание постановило присоединиться к Всероссийскому железнодорожному союзу. Был избран исполнительный комитет организации под названием «Верхнеудинский отдел Комитета Забайкальской дороги». В состав Комитета были избраны: Е. В. Резвов, А. Г. Нашинский, Ф. П. Качаев, Е. И. Кролик, К. Л. Унгер и С. М. Францкевич.
6 декабря у здания полицейского управления собралась толпа численностью около 200 человек с требованием образовать милицию.
9 декабря начальник тыла генерал Надаров телеграммой уволил «всех чинов почтово-телеграфного округа на основании ст. 135 положения управления войск». Связь Верхнеудинска с внешним миром практически прекратилась. Газеты и письма доставлялись в город случайными попутчиками.
В середине декабря из-за слухов о готовящихся еврейских погромах, была организована дружина для охранения имущества и личности граждан города. Дружина состояла из трёх групп: рабочих депо, приказчиков и еврейского населения.
14 декабря верхнеудинские учителя постановили примкнуть к Всероссийскому учительскому союзу. Одной из основных своих задач союз считал «борьбу за политическую свободу России и за передачу власти в руки народа». Было избрано бюро Верхнеудинского отделения учительского союза.
18 декабря на митинге на станции Верхнеудинск принято решение бойкотировать «Верхнеудинскую Конституционную газету», учреждённую городской думой, а также всех лиц, принимающих участие в её издании и сотрудничестве.
19 декабря члены социал-демократической рабочей партии организовали демонстрацию с целью протеста против празднования дня именин царя и против предполагавшейся на 6 декабря «патриотической» манифестации.
28 декабря жандармскому железнодорожному ротмистру Клейфу служащие станции Верхнеудинск объявили бойкот и предложили ему «убраться из Верхнеудинска в двухнедельный срок». Бойкот был вызван самоуправством Клейфа.

## Январь 1906 года
1 января вкладчики Верхнеудинской сберегательной кассы начали изымать свои вклады, «усумнившись в кредитоспособности правительства».
2 января на общегородском митинге граждан Верхнеудинска постановлено возобновить работу почты и телеграфа, при условии бойкотирования правительственных телеграмм и корреспонденции.
9 — 13 января в здании реального училища проходит учительский съезд, в работе которого участвовало до 60 делегатов.
12 января по распоряжению администрации отстранены от исполнения служебных обязанностей телеграфисты Забайкальской железной дороги.
В середине января в хронике Верхнеудинска констатируется, что «город словно на военном положении; по вечерам идёт отчаянная стрельба. Стреляют даже воинские патрули. Жители боятся по вечерам выходить из домов».
19 января в Верхнеудинске начала издаваться «Верхнеудинская Конституционная газета», орган «временной либерально-конституционной партии».
22 января отмечалась годовщина Кровавого воскресенья 1905 года. Железнодорожные рабочие после собрания на станции провели в городе манифестацию с красным и чёрным флагами. Во время процессии, воспользовавшись отсутствием рабочих на станции, жандармский ротмистр Клейф захватил на вокзале 250 винтовок, предназначавшихся для вооружения рабочих.
23 января на Забайкальской железной дороге открыл свои действия особый Комитет, образованный на основании указа 14 декабря о чрезвычайной охране железных дорог. Комитет состоял из начальника дороги, заведующего передвижением войск и начальника жандармского управления. Задачи Комитета — «охранение внешнего порядка, непрерывности и правильности действия дороги, а также наблюдение за должным исполнением всеми служащими лежащих на них обязанностей».
27 января. В городе проходят обыски. Отрядом жандармов и солдат во главе с жандармским ротмистром Клейфом произведён обыск в железнодорожном депо станции Верхнеудинск.
С целью ареста части педагогического персонала полицией и жандармами было произведено вторжение в реальное училище и женскую прогимназию во время уроков, при этом производился обыск квартир лиц, не подлежавших аресту. Арестован владелец газеты «Верхнеудинский листок» Рейфович и сотрудники газеты: Окунцов, Шинкман, Мирский.
30 января в газете «Верхнеудинский листок» опубликован приказ генерала П. К. Ренненкампфа прекратить забастовки. Получено сообщение о посылке карательной экспедиции генерала Ренненкампфа.
31 января на заседании особого совещания должностных лиц Забайкальской области доложена телеграмма министра внутренних дел П. Н. Дурново: «Ввиду объявленного в области военного положения, все митинги, сборища и шествия должны быть запрещены. Газеты революционного содержания подлежат запрещению. С нарушителями спокойствия и порядка справляться силою оружия, решительно и без всяких колебаний. Виновных в сопротивлении властям и насилиях предавать военному суду».

## Февраль 1906 года
1 февраля главный начальник тыла Маньчжурских армий генерал Надаров распорядился дела «о смуте» рассматривать военным судом для «суждения по законам военного времени».
2 февраля на основании предписания генерала А. Н. Меллер-Закомельского Верхнеудинский уездный начальник дал распоряжение: «немедленно произвести обыски у политически неблагонадёжных евреев с целью розыска оружия».
6 февраля проходят аресты на вокзале станции Верхнеудинск и обыски по линии железной дороги. Разыскиваются винтовки. По пути на восток задерживались все встречные поезда. Пассажиров обыскивали, оружие конфисковывали, после допроса часть пассажиров арестована. Всего в начале 1906 года было арестовано около 400 человек.
16 февраля карательным отрядом Меллер-Закомельского на станции Могзон были расстреляны телеграфисты станции Хилок: Цехмистер Алексей, Леонтьев Иннокентий, Тримазов Иван и Беловицкий Николай.
23 февраля в Верхнеудинске в здании железнодорожной школы состоялся суд при отряде Ренненкампфа, рассмотревший дело тринадцати служащих станции Верхнеудинск. Обвинялись:
1. заведующий складом топлива Александр Аполлосович Гольдсобель;
2. начальник участка тяги Меер Донович Медведников;
3. слесарь Алексей Анисимович Гордеев;
4. слесарь Илья Григорьевич Шульц;
5. машинист Николай Александрович Милютинский;
6. помощник начальника станции Иван Борисович Микешин;
7. кондуктор Виктор Цезаревич Ингилевич;
8. токарь Иван Антонович Седлецкий;
9. машинист Иван Пахомович Носов;
10. начальник станции Антон Григорьевич Нашинский;
11. помощник машиниста Владимир Фёдорович Ефимов;
12. слесарь Петр Максимович Лиморенко — организатор боевой дружины;
13. потомственный почётный гражданин Константин Иосифович Дмитриев.

Смертный приговор был вынесен Гольдсобелю, Медведникову, Гордееву, Шульцу, Милютинскому, Носову, Микешину, Лиморенко и Нашинскому. Ингилевич, Седлецкий и Дмитриев были приговорены к каторжным работам.
Затем Ренненкампфом был утверждён следующий окончательный приговор: подсудимых Гольдсобеля, Медведникова, Гордеева, Шульца и Милютинского подвергнуть смертной казни через повешение, а остальных — сослать на каторгу: Нашинского, Лиморенко, Микешина, Носова, Ингилевича и Седлецкого на 8 лет, а Дмитриева на 4 года.
25 февраля вблизи станции Верхнеудинск приговоренные судом к смертной казни Гольдсобель, Медведников, Гордеев, Шульц и Милютинский были повешены. По приказу Ренненкампфа семьи казнённых были немедленно высланы за пределы Забайкальской области.

## Март 1906 года
11 марта в Чите перед военным судом, состоявшим при отряде генерала Ренненкампфа, предстали:
1. врач Исай Аронович Шинкман — организатор вооруженной милиции, руководил изданием революционной газеты «Верхнеудинский листок»,
2. инспектор народных училищ, коллежский советник Иван Кузьмич Окунцов — был фактическим редактором, главным сотрудником и членом редакционного комитета революционной газеты «Верхнеудинский листок»,
3. крестьянин Верхнеудинского уезда, из ссыльных, Лев Филиппович Мирский — сотрудничал в революционной газете «Верхнеудинский листок», «организовал противоправительственные манифестации, на митингах произносил публичные речи, призывая насильственно лишить монарха его власти верховной».

Шинкман, Мирский и Окунцов были приговорены к смертной казни. Однако, по поводу приговора в столичной печати начались протесты. Против вынесенного приговора выступил Петербургский союз писателей. В результате смертная казнь всем троим была заменена бессрочной каторгой.
Всего генералами Меллер-Закомельским и Ренненкампфом был казнён 31 человек, из них Меллер-Закомельским 13 человек — без суда и следствия.
Кроме того, Ренненкампфом было сослано в каторжные работы 63 человека: 36 человек без срока, один на 20 лет, трое — на 15 лет, один — на 12 лет, двое — на 10 лет, 16 — на 8 лет, один — на 6 лет и трое — на 4 года. Трое отправлены на поселение с лишением всех прав состояния, приговорены к арестантским ротам — четверо, к тюремному заключению на 8 лет — один, к заключению в крепости — двое и один офицер приговорён к исключению со службы с лишением воинского звания.

## Газеты РСДРП
Верхнеудинская организация РСДРП в 1906 году издавала в городе газеты «Прибайкалье», «Байкальская Волна», «Забайкалец». Тиражи газет составляли от 500 до 2000 экземпляров.
Владелец газеты «Прибайкалье», верхнеудинский купец Нодельман, был арестован в Иркутске. Издание было закрыто. Выйдя из тюрьмы под залог, Нодельман согласился издавать новую газету — «Байкальская Волна». Газетой «Забайкалец» владел Рейфович. Газета издавалась в его доме на Набережной улице. Издание было закрыто в октябре 1906 года.
Фактическими редакторами газет были Антон Фомич Сухоруков и Борис Шумяцкий. После закрытия газеты «Забайкалец» выпуск газет РСДРП в Верхнеудинске прекратился. Шумяцкий бежал в Читу 18 или 20 октября 1906 года

## Память
- Постановлением № 1 Верхнеудинского Городского Совета Рабочих и Красноармейских депутатов от 4 февраля 1926 года в посёлке железнодорожников несколько улиц получили имена Гольдсобеля, Милютинского, Гордеева, Шульца, Медведникова[24].
- Постановлением № 1 Верхнеудинского Городского Совета Рабочих и Красноармейских депутатов от 4 февраля 1926 года площадь между улицами Амурская, Владивостокская и Международная была названа Площадью 1905 года. Площадь не сохранилась.

## Объекты культурного наследия

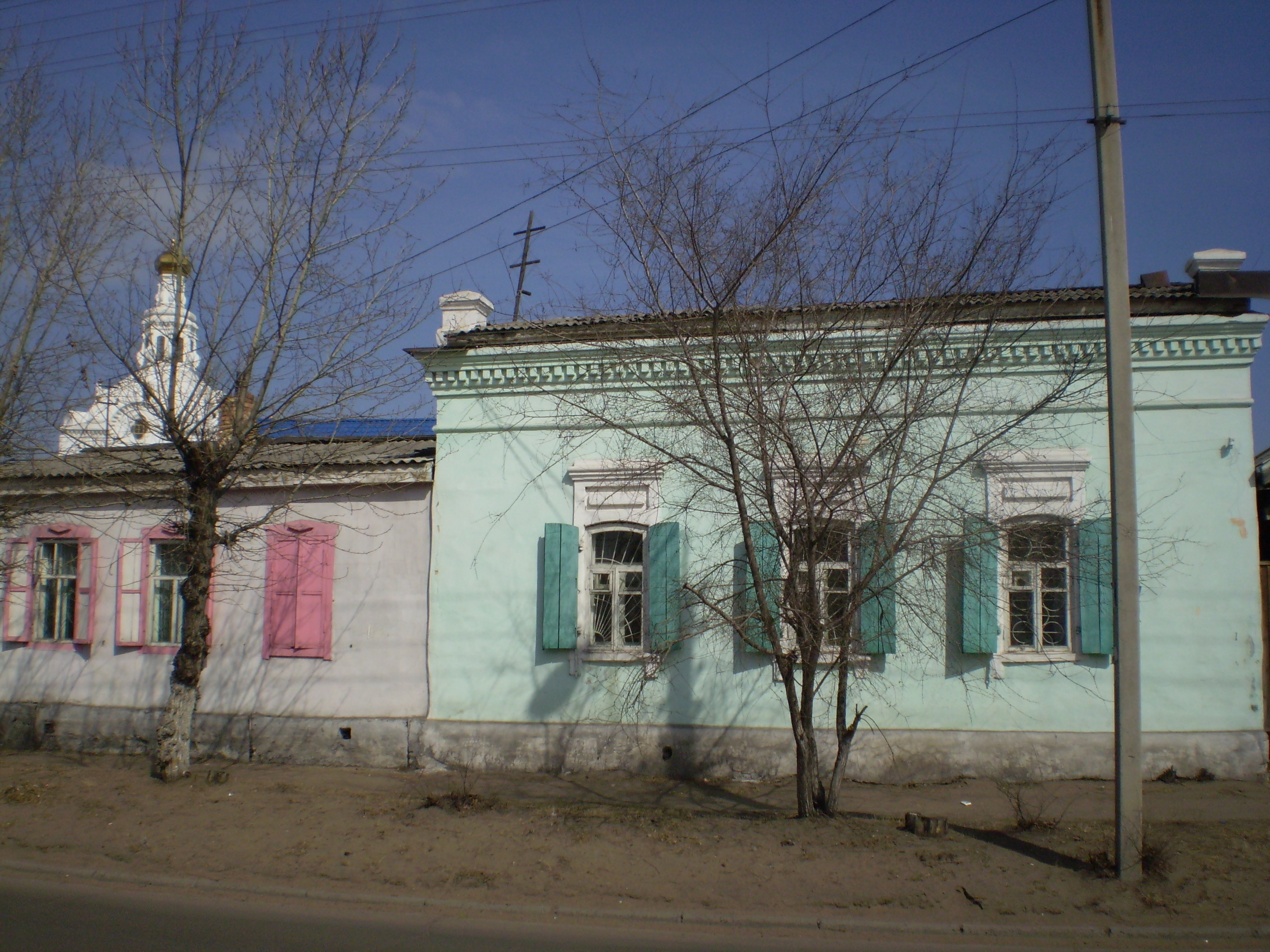
Дом Рейфовича, в котором размещалась редакция и типография газеты «Верхнеудинский листок». Памятник истории.

В список памятников истории включены:
- Здание старого паровозного депо;
- Дом Рейфовича, в котором размещалась редакция и типография газеты «Верхнеудинский листок». Улица Набережная, дом № 26;
- Здание бывшего железнодорожного училища, где размещался стачечный комитет и штаб рабочей боевой дружины. Ул. Революции 1905 года, дом № 25;
- Здание, в котором располагался Восточный институт. Ул. Сухэ-Батора, дом № 16;
- Братская могила Гольдсобеля, Медведникова, Гордеева, Шульца и Милютинского. Ул. Гагарина.